# David Spencer Hardy
David Spencer Hardy (Pretoria, 24 de septiembre de 1931 - 1998) fue un botánico sudafricano, autor especialista en cactáceas y suculentas.
Visitó para recolectar flora de cactos y de suculentas: Sudáfrica, Madagascar.

## Eponimia
- (Asclepiadaceae) Stapelianthus hardyi Lavranos[2]
- (Asclepiadaceae) Stultitia hardyi R.A.Dyer[3]